# De la utilidad y los inconvenientes de la historia para la vida
De la utilidad y los inconvenientes de la historia para la vida es la segunda de las consideraciones intempestivas escritas por el filósofo Friedrich Nietzsche. Las cuatro consideraciones fueron escritas entre 1873 y 1876.
En esta segunda consideración intempestiva Nietzsche da una descripción de las formas en las que es utilizada la historia en el mundo moderno, y las formas en las que según él, estas formas pueden ser positivas o negativas para el desarrollo personal y el desarrollo de la sociedad o cultural. A la par que es una crítica a la forma en que según Nietzsche los historiadores alemanes de su época estudiaban la historia.    

## Resumen
Nietzsche empieza la intempestiva haciendo notar según sus conocimientos de la época, la capacidad animal de olvidar los sucesos que han vivido, o su falta de memoria. Por lo que resalta esta capacidad de olvido como algo que hace a los animales ser incapaces de vivir en el pasado, y de vivir siempre en el presente. Esta capacidad no la tienen las personas por lo que están entrelazados con el pasado y el futuro, como consecuencia de esto, a veces se pierde de vista el presente y por lo tanto la capacidad de vivir en el presente.
La capacidad de recordar en algunos momentos se puede volver un problema para las personas, por la dificultad de poder olvidar momentos traumáticos, Nietzsche interpreta que existe una “fuerza plástica” de la que disponen algunas personas y culturas, con la cual poder asimilar o superar de manera positiva los eventos traumáticos, para a partir de ello ser más fuertes en el presente.
La manera de interpretar la historia tiene pues tres formas centrales: la “majestuosa” la “anticuaria” y la “crítica”. Estas tres formas desarrollan cada una, unas maneras diferentes de contemplar el pasado y la a vez a partir de este conocimiento histórico comportarse en el presente y en la vida en general.

## Recepción
La forma expresa por Nietzsche sobre como utilizar la historia de forma provechosa, tendrá gran influencia en la obra póstuma del filósofo y crítico social Walter Benjamin “Sobre el concepto de historia”. Llegando a iniciar la Tesis número doce con una cita del libro de Nietzsche  «Necesitamos de la historia, pero la necesitamos de otra manera a como la necesita el holgazán mimado en los jardines del saber»